# Emanuel Coronel
Emanuel Coronel (Concepción, 1º febbraio 1997) è un calciatore argentino, difensore del Rosario Central.

## Caratteristiche tecniche
È un terzino destro.

## Carriera
Cresciuto nel settore giovanile del Banfield, ha esordito in prima squadra il 3 febbraio 2018 disputando l'incontro di Superliga pareggiato 0-0 contro l'Atl. Tucumán. Nella seconda metà del 2019 ha trascorso un periodo in prestito al Brown (A), in Primera B Nacional.

## Statistiche
Statistiche aggiornate al 22 febbraio 2020.

### Presenze e reti nei club
| Stagione        | Squadra         | Campionato      | Campionato | Campionato | Coppe nazionali | Coppe nazionali | Coppe nazionali | Coppe continentali | Coppe continentali | Coppe continentali | Altre coppe | Altre coppe | Altre coppe | Totale | Totale | Totale |
| Stagione        | Squadra         | Comp            | Pres       | Reti       | Comp            | Pres            | Reti            | Comp               | Pres               | Reti               | Comp        | Pres        | Reti        | Pres   | Reti   |        |
| --------------- | --------------- | --------------- | ---------- | ---------- | --------------- | --------------- | --------------- | ------------------ | ------------------ | ------------------ | ----------- | ----------- | ----------- | ------ | ------ | ------ |
| 2017-2018       | Banfield        | PD              | 2          | 0          | CA              | 0               | 0               | CS                 | 0                  | 0                  |             | -           | -           | 2      | 0      |        |
| 2018-2019       | Banfield        | PD              | 3          | 0          | CA+CdL          | 1+2             | 0               |                    | -                  | -                  |             | -           | -           | 6      | 0      |        |
| lug.-dic. 2019  | Brown (A)       | PN              | 6          | 0          | CA              | 0               | 0               |                    | -                  | -                  |             | -           | -           | 6      | 0      |        |
| gen.-giu. 2020  | Banfield        | PD              | 2          | 0          | CA              | 0               | 0               |                    | -                  | -                  |             | -           | -           | 2      | 0      |        |
| Totale carriera | Totale carriera | Totale carriera | 13         | 0          |                 | 3               | 0               |                    | 0                  | 0                  |             | -           | -           | 16     | 0      |        |